# Австралийско-восточнотиморский шпионский скандал
Шпионский скандал между Австралией и Восточным Тимором начался в 2004 году, когда Разведывательная служба Австралии (ASIS) тайно установила скрытые подслушивающие устройства в комнате, прилегающей к офису премьер-министра Восточного Тимора в Дили, чтобы получить информацию, которая помогла бы Австралии одержать верх в переговорах с Восточным Тимором по поводу богатых месторождений нефти и газа в Тиморском заливе. Несмотря на то, что правительство Восточного Тимора не знало о шпионской операции, предпринятой Австралией, переговоры носили враждебный характер. Первый премьер-министр Восточного Тимора Мари Алкатири прямо обвинила правительство Джона Говарда в разграблении нефти и газа в Тиморском море, заявив: «Восточный Тимор теряет 1 миллион долларов в день из-за незаконной эксплуатации Австралией ресурсов на спорной территории. Восточный Тимор не может быть лишён своих прав или территории из-за преступления».
Министр иностранных дел Австралии Александер Даунер ответил: «Я думаю, что они совершили очень большую ошибку, полагая, что лучший способ провести эти переговоры — это попытаться опозорить Австралию, усилить оскорбления в отношении нашей страны… обвиняя нас в запугивании, богатстве и так далее, если учесть всё, что мы сделали для Восточного Тимора».
Свидетель К., бывший старший офицер разведки ASIS, руководивший операцией по прослушиванию, конфиденциально отметил, что в 2012 году австралийское правительство имело доступ к сверхсекретным обсуждениям на высоком уровне в Дили и использовало это во время переговоров по Договору о Тиморском море. Договор о Тиморском море был заменён Договором о некоторых морских соглашениях в Тиморском море (CMATS), который ограничивал дальнейшие морские претензии Восточного Тимора до 2057 года. Ведущий переговорщик по Восточному Тимору Питер Гэлбрейт изложил мотивы шпионажа ASIS следующим образом: «Что было бы самым ценным для Австралии узнать, так это то, какова наша прибыль, на что мы были готовы согласиться. Есть ещё одна вещь, которая дает вам преимущество: вы знаете, какие инструкции премьер-министр дал ведущему переговорщику. И, наконец, если вы сможете подслушать, вы узнаете о разногласиях внутри делегации Восточного Тимора, а разногласия наверняка были, давались разные советы, так что вы, возможно, сможете опереться на ту или иную сторону в ходе переговоров».
Премьер-министр Шанана Гужман узнал о прослушивании и в декабре 2012 года сообщил премьер-министру Австралии Джулии Гиллард, что знает об операции и хочет, чтобы договор был признан недействительным, поскольку во время переговоров по договору произошло нарушение «добросовестности». Гиллард не согласилась признать договор недействительным. Первое публичное обвинение в шпионаже в Восточном Тиморе в 2004 году появилось в 2013 году в официальном правительственном пресс-релизе и последующих интервью министра иностранных дел Австралии Боба Карра и генерального прокурора Марка Дрейфуса. В ряде последующих сообщений средств массовой информации подробно описывался предполагаемый шпионаж.
Когда о шпионаже стало известно, Восточный Тимор отверг договор о Тиморском море и передал дело в Международный суд ООН в Гааге. Адвокаты Тимора, в том числе Бернард Коллаери, намеревались вызвать свидетеля К. в качестве конфиденциального свидетеля на закрытом слушании в марте 2014 года. Однако в декабре 2013 года дома и офис как свидетеля К., так и его адвоката Бернарда Коллаери подверглись рейдам и обыскам ASIO и Австралийской федеральной полиции, многие юридические документы были конфискованы. Восточный Тимор немедленно потребовал от Международного суда распоряжения об опечатывании и возвращении документов.
В марте 2014 года Международный Суд обязал Австралию прекратить шпионаж за Восточным Тимором. Постоянная палата третейского суда в Гааге рассматривала претензии Восточного Тимора по поводу этой территории до начала 2017 года, когда Восточный Тимор отказался от дела Международного Суда против Австралии после того, как правительство Австралии согласилось провести новые переговоры. В 2018 году стороны подписали новое соглашение, по которому 80% прибыли будет передано Восточному Тимору, а 20% — Австралии.
Личность свидетеля К. держится в секрете в соответствии с положениями Закона о разведывательных службах, и любое лицо, нарушившее этот закон, может подвергнуться судебному преследованию.
В июне 2018 года директор государственной прокуратуры Содружества возбудил уголовные обвинения против свидетеля К. и его адвоката Бернарда Коллаери в соответствии с Законом о национальной безопасности (NSI), который был принят в 2004 году для рассмотрения секретных и конфиденциальных материалов в судебных делах. В июне 2021 свидетель К., признавший вину, был приговорён к трём месяцам тюремного заключения условно. Досудебное разбирательство продолжалось до июля 2022 года, когда обвинение Коллаери было прекращено генеральным прокурором Марком Дрейфусом.
9 февраля 2022 года Австралийская радиовещательная корпорация сообщила, что в поданных в суд документах утверждается, что Австралия, возможно, отслеживала телефонные звонки политических лидеров Восточного Тимора с 2000 года.

## История
В 2002 году австралийское правительство вышло из положений Конвенции ООН по морскому праву (UNCLOS), которые могли обязать Австралию выполнять решения Постоянной палаты третейского суда в Гааге по вопросам территориальных споров. Два месяца спустя Восточный Тимор официально получил независимость от Индонезии. В 2004 году Восточный Тимор начал переговоры о территориальных границах с Австралией. В ответ на это ASIS под маской помощи от Австралии проник во Дворец правительства в Дили и установил подслушивающие устройства в стенах кабинета министров. Это позволило ASIS получить сверхсекретную информацию от участников переговоров по договору во главе с премьер-министром Мари Алкатири. Это дало австралийскому правительству «преимущество во время переговоров по договору». Установка подслушивающих устройств произошла через 18 месяцев после терактов на Бали в 2002 году, во время повышенной активности ASIS в регионе Юго-Восточной Азии. В 2006 году Австралия и Восточный Тимор подписали второй договор CMats.
До разоблачения тайной деятельности ASIS в Восточном Тиморе договор между Восточным Тимором и Австралией подвергался насмешкам. Более 50 членов Конгресса США направили письмо премьер-министру Джону Ховарду с призывом к «справедливому» и «равноправному» разрешению пограничного спора, отметив бедность Восточного Тимора. Среди подписавшихся были Нэнси Пелоси, Рам Эмануэль и Патрик Дж. Кеннеди. Свидетель К. обнародовал шпионскую деятельность австралийского правительства после того, как Генеральный инспектор разведки и безопасности (IGIS) рекомендовал ему это сделать.
Операцию санкционировал Дэвид Ирвайн, глава ASIS в 2003–2009 годах. Его преемник Ник Уорнер, глава ASIS в 2009–2017 годах, выступил в консультативном качестве. Министр иностранных дел Александр Даунер, курировавший ASIS, во время операции находился за границей. По словам адвоката свидетеля К, бывшего генерального прокурора Австралийской столичной территории Бернарда Коллаери, сменявшие друг друга австралийские правительства от обеих основных партий активно пытались скрыть инцидент.
Свидетель К. рассказал об операции по прослушиванию в 2012 году после того, как узнал, что министр иностранных дел Александр Даунер стал советником компании Woodside Petroleum, которая получала выгоду от договора.

## Реакция на обвинение
Правительство Гиллард в ответ на письмо премьер-министра Восточного Тимора Шананы Гужмана с просьбой об объяснениях и двустороннем разрешении спора санкционировало установку подслушивающих устройств в офисе Коллаери в Канберре. После того, как эта история стала достоянием общественности в 2012 году, правительство Гиллард усилило напряженность в отношениях с Восточным Тимором, отрицая предполагаемые факты спора и отправив в качестве представителя в Дили человека, которого Гужман знал как причастного к прослушиванию. В 2015 году Гужман сказал об ответе премьер-министра Джулии Гиллард: «Это означало, что премьер-министр современной демократии по соседству с Восточным Тимором [Австралии] не знала, чем занимается ее разведка».
Реакция правительства Гиллард привела к тому, что Восточный Тимор подал заявление о рассмотрении дела в Постоянной палате третейского суда. По словам Гужмана, во время встречи в 2014 году в китайском Боао премьер-министр Тони Абботт отмахнулся от обеспокоенности Восточного Тимора по поводу шпионского скандала, сказав г-ну Гужману не волноваться, потому что «китайцы нас слушают».
В 2015 году скандал с прослушиванием снова вызвал интерес после того, как Австралийская радиовещательная корпорация опубликовала статью, раскрывающую уровень обеспокоенности среди высокопоставленных сотрудников австралийской разведки. Генеральный прокурор Джордж Брэндис в ходе длительного допроса группой австралийских сенаторов признал, что новые законы о национальной безопасности могут позволить привлечь к ответственности Свидетеля К. и его адвоката Коллаери. Кроме того, генеральный солиситор Австралии Джастин Глисон в своем заявлении в Международный суд заявил, что свидетель К. и Коллаери могли нарушить части Уголовного кодекса, касающиеся шпионажа, и могут быть лишены австралийского гражданства, если они имеют двойное гражданство (Коллаери его имеет). Министр иностранных дел Джули Бишоп заявила в апреле 2016 года: «Мы поддерживаем существующие договоры, которые справедливы и соответствуют международному праву».
В августе 2016 года правительство Малкольма Тёрнбулла заявило, что будет считать любое решение Постоянной третейской палаты обязательным. Некоторые предположили, что это «смягчение» связано с территориальным спором по поводу Южно-Китайского моря между Китаем и соседними государствами. Правительство Восточного Тимора продолжало настаивать на установлении равноудалённой границы между двумя странами. В 2016 году Австралийская лейбористская партия заявила, что между Восточным Тимором и Австралией может быть заключено новое соглашение, если она сформирует правительство.
В сентябре 2016 года австралийская газета «The Age» опубликовала редакционную статью, в которой утверждалось, что попытки Восточного Тимора решить этот вопрос в международных судах «являются воззванием к чувству справедливости австралийцев».
26 сентября 2016 года официальный представитель Лейбористской партии по иностранным делам сенатор Пенни Вонг заявила: «В свете этого постановления [о том, что суд может рассматривать претензии Восточного Тимора], мы призываем правительство урегулировать этот спор на справедливых и постоянных условиях; это соответствует нашим национальным интересам». По состоянию на март 2018 года правительство Австралии официально не признало обвинения в шпионаже.
«Точно так же, как мы так упорно боролись и так много страдали за нашу независимость, Восточный Тимор не успокоится, пока мы не получим наши суверенные права как на землю, так и на море», заявил Гужман 26 сентября 2016 года.
Паспорт свидетеля К. был изъят в 2013 году. Как отметил Коллаери, такие оценки безопасности обычно проводятся ASIO, а не ASIS, как в случае с свидетелем К. В 2018 году, несмотря на одобрение генерального директора ASIO на подачу заявления на получение паспорта, ASIS и правительство Тёрнбулла отказали свидетелю К. в праве получить паспорт, ссылаясь на национальную безопасность. Его адвокат утверждал, что это было «чистое возмездие» и что свидетель К. оставался под «фактическим домашним арестом» в Австралии.

## Рейды  ASIO
Через три месяца после прихода к власти правительства Абботта в 2013 году генеральный прокурор Джордж Брэндис разрешил ASIS провести обыск в офисе Бернарда Коллаери и в доме свидетеля К., паспорт которого был изъят. Брэндис заявил, что он санкционировал рейды ASIO для защиты национальной безопасности Австралии. Коллаери, который представлял правительство Восточного Тимора в споре с правительством Австралии по поводу прослушивания во время переговоров по соглашению о нефти и газе в 2004 году, утверждал, что два агента Австралийской службы безопасности и разведки (ASIO) совершили обыск в его офисе в Канберре и конфисковали его электронные и бумажные файлы. Изъятие паспорта свидетеля К. помешало ему выступить в качестве свидетеля по делу Восточного Тимора против Австралии в Постоянной арбитражной палате в Гааге. Коллаери сказал, что возможность свидетеля К. выехать за границу и предстать перед Гаагой имеет решающее значение для дела Восточного Тимора.
По состоянию на апрель 2020 года паспорт свидетеля К. по-прежнему конфискован.

## Международные суды

### Международный суд ООН
4 марта 2014 года в ответ на просьбу Восточного Тимора об указании временных мер Международный суд ООН обязал Австралию не вмешиваться в общение между Восточным Тимором и его юридическими консультантами в ходе арбитражного разбирательства и связанных с ним вопросов. Дело было официально исключено из списка дел Международного Суда 12 июня 2015 года после того, как Восточный Тимор подтвердил, что Австралия вернула его собственность. Представитель Восточного Тимора заявил, что «после возвращения Австралией изъятых документов и данных 12 мая 2015 года Восточный Тимор успешно достиг цели своего заявления в Суд, а именно возвращения Восточному Тимору его законной собственности и, следовательно, подразумеваемого признания Австралией того, что ее действия нарушают суверенные права Восточного Тимора».

### Постоянная палата третейского суда
В 2013 году Восточный Тимор подал иск в Постоянную палату третейского суда в Гааге о выходе из газового договора, подписанного с Австралией, на том основании, что ASIS прослушивала кабинет министров Восточного Тимора в Дили в 2004 году.
В апреле 2016 года Восточный Тимор начал разбирательство в Постоянной палате арбитража в соответствии с UNCLOS по поводу морской границы с Австралией. Министерство иностранных дел и торговли Австралии опубликовало заявление с осуждением этого шага, противоречащего, по его словам, предыдущим договорам, которые оно законно подписало и выполнило. Восточный Тимор полагал, что большая часть нефтяного месторождения Грейтер-Санрайз находится под его территорией и что он потерял 5 миллиардов долларов США из-за австралийских компаний в результате договора, который он оспаривал. Слушания в суде начались 29 августа 2016 года. 26 сентября 2016 года суд отклонил иск Австралии о том, что он не обладает юрисдикцией для рассмотрения дела.
В начале 2017 года Восточный Тимор отказался от иска против Австралии после того, как её правительство согласилось провести новые переговоры. В 2018 году стороны подписали новое соглашение, гораздо более благоприятное для Восточного Тимора, который, как теперь ожидается, будет получать от 70% до 80% общего дохода.